# 小原政佑
小原 政佑（こはら せいゆう、1992年8月28日 - ）は、日本のラグビー選手。

## プロフィール
- 大阪府出身。
- ポジションはウィング(WTB)。
- 身長 183cm、体重 92kg
- 7人制日本代表に選ばれている。
- U20日本代表に選ばれたことがある[1]。

## 略歴
- 小学2年生からラグビーを始めた[2]。

- 2011年（平成23年）- 東海大仰星高校卒業後、東海大学に入る。なお東海大仰星高校時代、高校日本代表に選ばれた[3]。

- 2013年（平成25年）- ラグビーワールドカップセブンズ2013の7人制日本代表に選ばれた[4]。

- 2015年（平成27年）- 東海大学卒業後、トヨタ自動車ヴェルブリッツ(現・トヨタヴェルブリッツ)に加入[5]。

- 2016年（平成28年）- 8月27日に行われたジャパンラグビートップリーグ第1節の豊田自動織機シャトルズ戦に先発出場で公式戦初出場を果たす[6]。

- 2022年（令和4年）- トヨタヴェルブリッツを退団した[7]。